# 8 Batalion Eksploatacji Dróg
8 Samodzielny Batalion Eksploatacji Dróg (8 sbed) – samodzielny pododdział Wojsk Drogowych ludowego Wojska Polskiego.
Batalion sformowany został na podstawie rozkazu Nr 41 Naczelnego Dowódcy Wojska Polskiego z dnia 6 października 1944 roku o formowaniu 3 Armii Wojska Polskiego.
W związku z zaniechaniem formowania 3 Armii WP, będący w stadium organizacji batalion rozformowany został z dniem 29 listopada 1944 roku. Dowódcą batalionu był ppłk Michał Semeniuk. Numer poczty polowej "56734".
Podstawowym zadaniem pododdziału była organizacja i pełnienie służby regulacji ruchu oraz kontroli wojskowych pojazdów mechanicznych, a także ochrona armijnych dróg samochodowych i mostów.
Zgodnie z etatem Nr 047/12 batalion liczył 402 żołnierzy, a w jego skład wchodziło dowództwo, sztab, trzy kompanie eksploatacji dróg i pluton ochrony mostów. Każda z trzech kompanii posiadała trzy plutony: regulacji ruchu, drogowy i gospodarczy.